# Tolomeo (somatophylax)
Tolomeo (in greco antico: Πτολεμαῖος?, Ptolemàios; ... – Alicarnasso, 334 a.C.) è stato un militare macedone antico, uno dei sette somatophylakes, le guardie del corpo di Alessandro Magno.

## Biografia
Guardia del corpo del re macedone fin dalla sua incoronazione nel 336 a.C., Tolomeo seguì Alessandro nella spedizione in Asia, nel corso della quale morì in battaglia nel 334 a.C. durante l'assedio di Alicarnasso, mentre era al comando di due battaglioni guidati dai tassiarchi Adeo e Timandro..
Fu sostituito nell'incarico da Efestione.